# ال سابينزا
ال سابينزا (بالإنجليزية: Al Sapienza)‏ هو منتج أفلام وممثل أمريكي، ولد في 31 يوليو 1962 بنيويورك في الولايات المتحدة.

## أعمال

### أفلام
- (1990) امرأة جميلة[7][8]
- (1995) القاضي دريد[9][10]
- (1995) إطلاق سراح ويلي 2
- (1998) غودزيلا
- (2004) هاتف خلوي[11]
- (2008) سو 5
- (2011) مكالمة هامشية[12]
- (2012) حقيقة مظلمة
- (2014) ذراع المليون دولار
- (2014) غودزيلا[13][14][15]
- (2015) تيكن 3
- (2017) عودة إكساندر كايج[16]
- (2018) ماء أسود

### مسلسلات
- 24
- إيلياس
- جاغ
- موردر
- ميامي
- كاسل
- نزل بيتس[17]

## وصلات خارجية
- ال سابينزا على موقع IMDb (الإنجليزية)
- ال سابينزا على موقع قاعدة بيانات الأفلام العربية
- ال سابينزا على موقع ألو سيني (الفرنسية)
- ال سابينزا على موقع أول موفي (الإنجليزية)
- ال سابينزا على موقع قاعدة بيانات الأفلام السويدية (السويدية)
- ال سابينزا على موقع ديسكوغز (الإنجليزية)
- ال سابينزا على موقع قاعدة بيانات الفيلم (الإنجليزية)
- ال سابينزا على موقع كينوبويسك (الروسية)